# Jugendintegrationskurs
Der Jugendintegrationskurs ist ein Angebot in Deutschland für junge, nicht mehr schulpflichtige Migranten unter 27 Jahren, die noch keine ausreichenden deutschen Sprachkenntnisse erworben haben und die Aufnahme einer schulischen oder beruflichen Ausbildung anstreben.  Die Durchführung ist in der Integrationskursverordnung (IntV) geregelt. Da für die Zielgruppe ein besonderer Unterricht und ein erhöhter Betreuungsaufwand erforderlich ist (§ 13 Abs. 1 S. 1 IntV), unterscheidet sich der Jugendintegrationskurs in einigen Bereichen vom allgemeinen Integrationskurs.

## Ziel
Das Ziel dieses Angebots ist die Förderung der Integration von Migranten im Sinne gesellschaftlicher Teilhabe und Chancengleichheit. Durch Anknüpfungspunkte im Alltag und Erprobungsräume, in denen sie die erworbenen Kenntnisse anwenden und vertiefen können, erwerben sie Sprachkenntnisse und Orientierungswissen, die eine Basis auf dem Weg zur beruflichen und sozialen Integration bilden können. Die Migranten sollen mit der Sprache und den Lebensverhältnissen im Bundesgebiet soweit vertraut werden, dass sie ohne die Hilfe oder Vermittlung Dritter in allen Angelegenheiten des täglichen Lebens selbständig handeln können (§ 43 Abs. 2 AufenthG).

## Der Kurs
Der Jugendintegrationskurs besteht aus einem Sprachkurs mit 900 Unterrichtseinheiten, der über die Etappen A1 und A2 zum Niveau B1 entsprechend dem GER führt und einem Orientierungskurs mit 100 Unterrichtseinheiten. Der Sprachkurs besteht aus einem Basiskurs, dem Aufbaukurs A und dem Aufbaukurs B mit jeweils 300 Unterrichtseinheiten. Im Orientierungskurs können alle Migranten teilnehmen, die den Sprachkurs erfolgreich durchlaufen haben oder schon ausreichende Sprachkenntnisse verfügen. Die maximale Teilnehmerzahl eines Kurses liegt bei 15 Personen.

## Schwerpunkte
Ein besonderer Fokus liegt auf der Vermittlung von Allgemeinwissen über verschiedene Bereiche des Lebens in Deutschland. Der Jugendintegrationskurs legt dabei einen besonderen Schwerpunkt auf jugendspezifische Themen und Inhalte, um den Migranten die zukünftige Gestaltung eines selbstständigen Lebens in Deutschland zu erleichtern.
Die Teilnehmer beschäftigen sich während des Kurses unter anderem mit :
Alltag
- Beziehungen zu anderen Menschen, Kulturen und Weltanschauungen
- Gesundheit und Vorsorge
- Familienplanung und Zusammenleben
- Realisierung von Gefühlen, Haltungen und Meinungen
- Umgang mit dem eigenen Sprachenlernen
- Freizeitgestaltung
- Ämter und Behörden/Beratungsstellen/soziale Netzwerke
- Banken und Versicherungen
- Umgang mit Dissens und Konflikt / Gewaltprävention

Schule, Arbeit und Arbeitssuche
- Berufe, Berufsgruppen, ausgewählte Berufsprofile, Zugangsvoraussetzungen
- Aufbau und Funktionieren des deutschen Bildungssystems und des Arbeitsmarktes
- Bewerbungstraining
- Lerntechniken und -strategien
- Nutzung moderner Medien, die im Berufsalltag in Deutschland oft notwendig ist
- erste Begrifflichkeiten aus einem schulischen Fachwortschatz, der in zentralen Fächern an allgemeinbildenden Schulen und Berufsschulen gebräuchlich ist

## Praxis
Nach 700 Stunden bekommen die Teilnehmer die Möglichkeit, konkrete Einblicke in Aufgaben und Tätigkeiten eines Schülers, Studenten, Auszubildenden oder Berufstätigen zu erhalten. Die Praxisphase besteht aus 100 Unterrichtseinheiten und hat zum einen das Ziel, erworbene Sprachkompetenzen in authentischen Situationen anzuwenden und zu festigen. Zu den weiteren Zielen gehört das in direkten Kontakt kommen mit Bildungseinrichtungen als auch Arbeitsstellen und das Bewusstmachen der Anforderungen, welche an einen Schüler, Studenten, Auszubildenden oder Berufstätigen gebunden sind. Durch das Praktikum oder die Hospitation können erste Erwartungen und Wünsche überprüft werden. Da die Teilnehmer während der Praxisphase sowohl von einer Lehrkraft als auch vom nahe liegenden Jugendmigrationsdienst (JMD) begleitet und betreut werden, können mögliche Problemquellen seitens des Teilnehmers thematisiert werden. Die Jugendmigrationsdienste sind besonders zur Beratung bei Auswahl, Suche, Vor- und Nachbereitung der Praktika/Hospitation einzubeziehen.

## Teamteaching
Auf Antrag vom Bundesamt können für maximal 100 Unterrichtseinheiten zwei Lehrkräfte gemeinsam in einer Kursgruppe unterrichten. In der Praxisphase können dann weitere 50 Unterrichtseinheiten beantragt werden.

## Kooperationen
Um den Jugendlichen fließende Übergänge in weiterführende Schulen, Ausbildungen und Berufe zu ermöglichen ist allgemeine Netzwerkarbeit und eine Kooperationsbereitschaft seitens des Trägers mit Beratungsdiensten erforderlich. 

## Abschlusstest
Nach erfolgreicher Teilnahme am Jugendintegrationskurs folgt ein Abschlusstest, welcher aus einem skalierten Sprachtest „Deutsch-Test für Zuwanderer“ mit Sprachniveau B1 und aus dem skalierten Test „Leben in Deutschland“ besteht. Beim Sprachtest wird ein spezieller Prüfungssatz für Jugendliche verwendet. 

## Wiederholung
Wenn das Lernziel B1 nach Ausschöpfen des Stundenumfangs von 900 Unterrichtseinheiten nicht erreicht wurde und der Teilnehmer eine ordnungsgemäße Teilnahme am Sprachkurs und der nicht erfolgreichen Teilnahme am abschließenden Sprachtest nachweisen kann, kann ein Antrag auf Wiederholung beim Bundesamt gestellt werden. Diese Wiederholung umfasst maximal weitere 300 Unterrichtseinheiten, um schließlich doch den „Deutsch-Test für Zuwanderer“ zu bestehen. Eine weitere Wiederholung ist nur noch auf eigene Kosten möglich.